# فلومترهای جابه‌جایی مثبت
فلومترهای جابه‌جایی مثبت (انگلیسی: Positive displacement meter) نوعی از دبی سنج‌ها هستند، که در آن برای سنجش دبی حجمی، سیال اجزای مکانیکی درون دستگاه را جابه‌جا می‌کند.